# Whale Tail (Serie)
Whale Tail ist eine US-amerikanische Pornofilmreihe des Produktionsstudios Smash Pictures. Bisher wurden sechs Teile der Serie gedreht. Die Szenen haben eine Vorliebe für Whale Tails zum Gegenstand.

## Entstehung und Name
Im Juli des Jahres 2005 wurde bekannt, dass die Pornofilmgesellschaft mit der Produktion und Veröffentlichung der Serie Whale Tail eine Nische in der Erotikbranche abdecken möchte.
Der Titel der Serie ist an die gleichnamige Bezeichnung angelehnt, welcher einen über den Bund einer Hose bzw. Shorts oder eines Rocks hinausragenden Thong oder Tanga bzw. String beschreibt.
Die Debüt-DVD entstand unter der Regie von Mike Metropolis und enthält unter anderem Auftritte von Autumn Bliss, Kirsten Price und Sunny Lane.

## Besprechungen
Mehrere Teile der Serie wurde von AVN.com besprochen und erhielten überwiegend positive Wertungen. Auch bei XBIZ wurden einzelne Folgen der Reihe rezensiert.
Im Jahr 2014 erhielt die sechste Auskopplung der Reihe eine Auszeichnung bei den XBIZ Awards in der Kategorie All-Sex Release of the Year.

## Darsteller
- Tony Martinez
- Toni Ribas
- Mark Wood
- Alex Gonz
- Johnny Sins
- Mark Ashley
- Mr. Pete
- Derrick Pierce
- Nick Manning
- Van Damage
- Rico Strong
- Steve French
- Kurt Lockwood
- Autumn Bliss
- Kirsten Price
- Mary Anne
- Sunny Lane
- Tiffany Rayne
- Kaylynn
- Cassie Courtland
- Franchezca
- Loretta
- Nadia Styles
- Micah Moore
- Veronique Vega
- Carmen Kinsley
- Bree Olson
- Maya Hills.
- Emma Cummings
- Lexi Belle
- Missy Stone
- Phoenix Marie
- Stephanie Cane
- Pepper Foxx
- Dani Jensen
- Hannah West
- Ashlyn Rae
- Miley Ann
- Lia Lor
- Skin Diamond
- Mia Malkova
- Cameron Dee
- Staci Silverstone

## Auszeichnungen
- 2014: XBIZ Award - 'All-Sex Release of the Year' - Whale Tail 6